# Р-56
Р-56 (индекс УРВ РВСН — 8К68) — экспериментальная ракета-носитель (РН) сверхтяжёлого класса, разработанная ОКБ-586 (КБ «Южное»). Главный конструктор М. К. Янгель. Предлагалась для межпланетных полётов, в том числе, и на Луну по соответствующей советской пилотируемой программе. Разработка боевого варианта ракеты ограничилась предэскизным проектом.

## Разработка
Инициативная разработка в КБ Янгеля комплекса сверхтяжёлой ракеты-носителя осуществлялась ОКБ-586 в соответствии с Постановлением ЦК КПСС и Совета Министров СССР от 22 мая 1963 года.
После принятия решения правительством разрабатывать сверхтяжёлую ракету Н-1 КБ Королёва и использовать тяжёлую ракету УР-500 КБ Челомея (с более низкими по сравнению с ракетой Р-56 энергетическими возможностями), а конкурирующие разработки сверхтяжёлых ракет Р-56 КБ Янгеля и УР-700 КБ Челомея решили прекратить.

## Конструкция и характеристики
РН Р-56 является двухступенчатой с последовательным расположением ступеней. Возможно применение ещё двух дополнительных ступеней — орбитальной с однократным запуском двигателя и космической с многократным запуском двигателя.
|                              |                              | I ступень | II ступень | III ступень | IV ступень                      |
| ---------------------------- | ---------------------------- | --------- | ---------- | ----------- | ------------------------------- |
| Стартовая масса, т           | Стартовая масса, т           | 1421      | 259        | 46          | 12,6 (к Луне); 17,0 (стац. ИСЗ) |
| Конечная масса, т            | Конечная масса, т            | 345,6     | 65,8       | 16,4; 20,8  | 4,8; 8,5                        |
| Масса компонентов топлива, т | Масса компонентов топлива, т | 1099,6    | 199,2      | 30,1        | 8,71                            |
| Тяга ДУ, тс                  | на уровне моря               | 148×16    | —          | —           | —                               |
| Тяга ДУ, тс                  | в пустоте                    | 164×16    | 172,3      | 50          | 12                              |
| Удельный импульс, с          | на уровне моря               | 285       | —          | —           | —                               |
| Удельный импульс, с          | в пустоте                    | 316       | 325        | 327         | 350                             |

В качестве основных двигателей рассматривались двигатели разработки ОКБ-456 11Д43 и его модификация 11Д44 с высотным соплом.
Двигательная установка (ДУ) I ступени состояла из 12 основных и 4 управляющих двигателей, выполненных качающимися в тангенциальной плоскости. На II ступени ДУ состояла из основного однокамерного двигателя (высотный вариант двигателя I ступени) и четырёхкамерного управляющего двигателя. На орбитальной ступени ДУ состояла из однокамерного основного двигателя и четырёхкамерного управляющего, допускающих запуск в условиях невесомости. ДУ космической ступени состояла из однокамерного двигателя с четырёхкратным запуском в условиях невесомости.
На I и II ступенях использовалась топливная пара азотный тетраоксид (АТ) и несимметричный диметилгидразин (НДМГ). На третьей (орбитальная) и четвёртой (космическая) ступенях — АТ в качестве окислителя и Г-50 в качестве горючего.
Система управления РН (СУ) — автономная, разрабатывалась ОКБ-692 и НИИ-944 с учётом обеспечения выполнения задачи при отключении одного двигателя I ступени и пуска РН в любом направлении с неповоротной пусковой установки (ПУ). СУ орбитальной и космической ступеней — комбинированного типа.
Комплексы на базе Р-56 предлагалось использовать для исследования и освоения Луны и ближайших планет Солнечной системы, и в частности:
- пилотируемого облёта Луны и крупномасштабного фотографирования её поверхности;
- организации автоматических станций «службы Луны» и их обслуживания;
- доставки для экспедиций необходимых грузов;
- запуска автоматических межпланетных станции.

Для этих целей РН Р-56 должна была обеспечить запуск космических объектов:
- на круговую полярную орбиту высотой 200 км — 40 т;
- на геостационарную орбиту (ГСО) — 6,0 т:
- на орбиту вокруг Луны — 12,0 т;
- в район планет Марс и Венера — 6—8 т;
- масса автоматической станции, доставляемой на поверхность Луны — 3 т.

Время подготовки РН к пуску:
- из готовности 1 — 20 мин;
- из готовности 2 — 80 мин.